# 大连市第四十四中学
大连市第四十四中学是位于大连市中山区的公办完全中学，创办于1964年。原址位于青泥洼桥，2008年初正式迁入秀月街97号新校区。学校占地面积30000平方米，配有运动场、体育馆、理化实验室、图书馆、多媒体教室、音乐厅等。有在校学生2000余人，教职员160余人。高中部以艺术教育为特色。